# Kul Pahar
Kul Pahar là một thị xã và là một nagar panchayat của quận Mahoba thuộc bang Uttar Pradesh, Ấn Độ.

## Nhân khẩu
Theo điều tra dân số năm 2001 của Ấn Độ, Kul Pahar có dân số 17.437 người. Phái nam chiếm 52% tổng số dân và phái nữ chiếm 48%. Kul Pahar có tỷ lệ 54% biết đọc biết viết, thấp hơn tỷ lệ trung bình toàn quốc là 59,5%: tỷ lệ cho phái nam là 65%, và tỷ lệ cho phái nữ là 42%. Tại Kul Pahar, 18% dân số nhỏ hơn 6 tuổi.